# Rua Nova do Carvalho

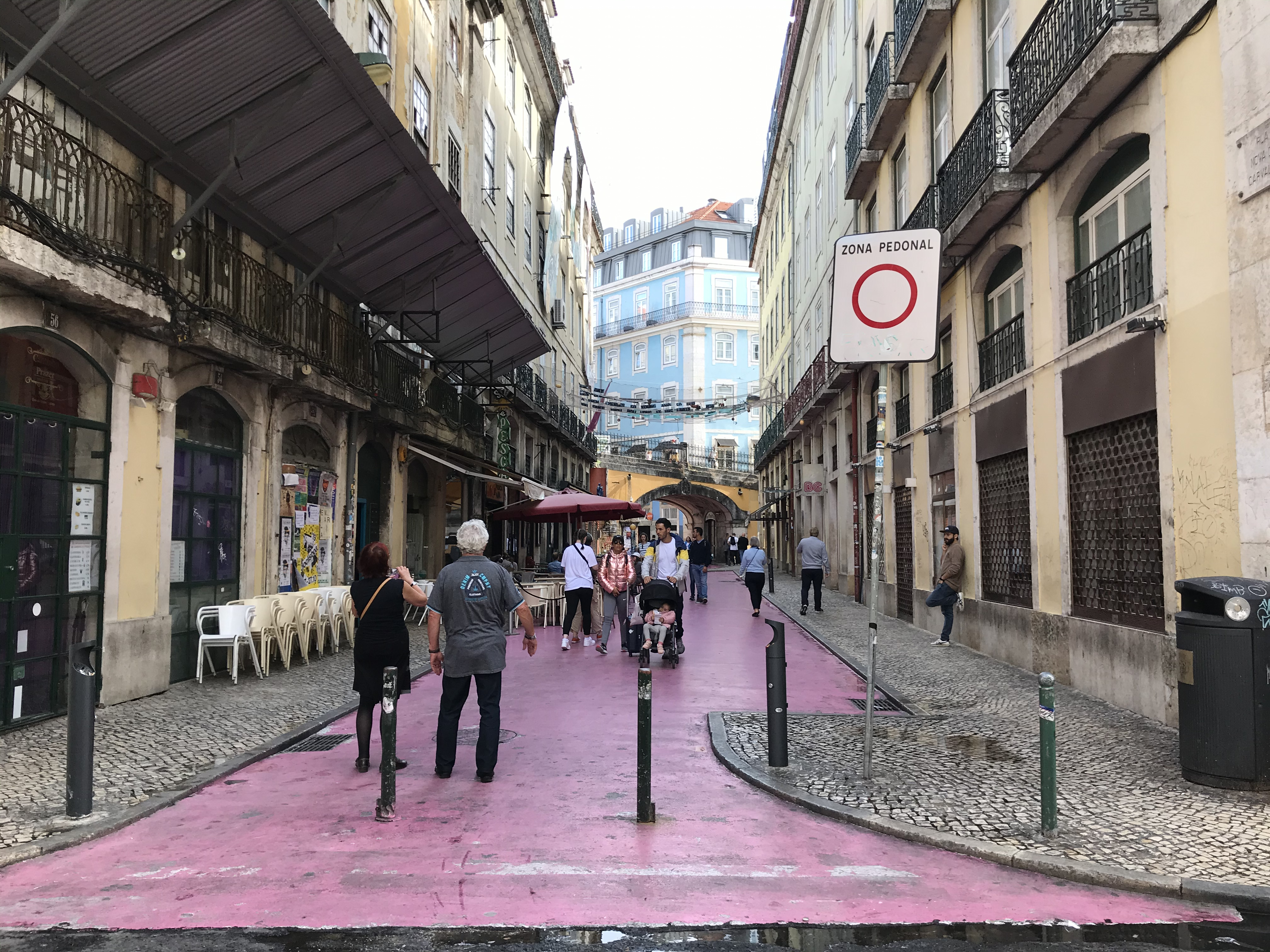
Rua Nova do Carvalho

Rua Nova do Carvalho, in de volksmond beter bekend als “Pink Street”, is een bekende uitgaansplek in de wijk Cais do Sodré in Lissabon.
Tientallen jaren geleden stond deze wijk vooral bekend als rosse buurt. In 2011 is hier verandering in gekomen. Oude panden werden gesloten en hiervoor kwamen nieuwe  cafés,  restaurants en  discotheken in de plaats. De Rua Nova do Carvalho werd roze gespoten en kreeg als bijnaam Rua Cor-de-Rosa (“Pink Street”). Tegenwoordig is het een van de drukst bezochte uitgaansgebieden van Lissabon.